# 10683 Carter
10683 Carter è un asteroide della fascia principale. Scoperto nel 1980, presenta un'orbita caratterizzata da un semiasse maggiore pari a 2,1668249 au e da un'eccentricità di 0,1577460, inclinata di 4,52698° rispetto all'eclittica.
L'asteroide è dedicato all'astronomo amatoriale statunitense Carter Worth Roberts.